# Turmvilla Monte Vino
Die Turmvilla Monte Vino, vormals Turmvilla Otto, ist ein Gebäude in der Gregor-Mendel-Straße der Jägervorstadt in Potsdam.

## Geschichte
Auf einem ehemaligen Weinberg oberhalb des Triumphtors, in unmittelbarer Nähe zum Schloss Sanssouci, wurde 1896 nach sechsjähriger Bauzeit eine für diese Zeit typische Turmvilla fertiggestellt. Erbaut wurde sie für den preußischen Justizrat Dr. Otto.
Während des Zweiten Weltkriegs wurde der Komplex stark beschädigt und der Turm völlig zerstört. Nach der Instandsetzung der Villa zog die Konzert- und Gastspieldirektion des Bezirks Potsdam in die Gebäude ein. Als im Jahr 1995 ein internationaler Konzern das Anwesen für seine Bildungsakademie erwarb, wurde der gesamte Komplex aufwendig rekonstruiert und der ursprüngliche Zustand wieder hergestellt. Dabei wurde auch der prägende Turm wieder aufgebaut, der heute das Hotel Monte Vino beherbergt.